# La Bastide-de-Besplas
Pour les articles homonymes, voir La Bastide.
La Bastide-de-Besplas est une commune française située dans le département de l'Ariège, en région Occitanie.
Localisée dans le nord-ouest du département, la commune  fait partie, sur le plan historique et culturel, du Pédaguès, ou Podaguès, ancienne appellation remplacée au XXIe siècle par la dénomination géographique de Terrefort ariégeois, constitué des terreforts de Pamiers et de Saverdun, sur la rive gauche de l'Ariège. Exposée à un climat océanique altéré, elle est drainée par l' Arize, le  ruisseau de l'Argain et par divers autres petits cours d'eau. La commune possède un patrimoine naturel remarquable composé d'une zone naturelle d'intérêt écologique, faunistique et floristique.
La Bastide-de-Besplas est une commune rurale qui compte 373 habitants en 2022. Elle fait partie de l'aire d'attraction de Toulouse. Ses habitants sont appelés les Besplasois ou Besplasoises.
Le patrimoine architectural de la commune comprend un immeuble protégé au titre des monuments historiques : la chapelle de La Bastide-de-Besplas, inscrite en 1950.

## Géographie

### Localisation
- 1Carte dynamique
- 2Carte OpenStreetMap
- 3Carte topographique
- 4Carte avec les communes environnantes

La commune de La Bastide-de-Besplas se trouve dans le département de l'Ariège, en région Occitanie.
Ancienne bastide de l'aire d'attraction de Toulouse située dans le massif du Plantaurel en Volvestre. C'est une commune limitrophe avec le département de la Haute-Garonne.
Elle se situe à 35 km à vol d'oiseau de Foix, préfecture du département, à 23 km de Saint-Girons, sous-préfecture, et à 13 km de Lézat-sur-Lèze, bureau centralisateur du canton d'Arize-Lèze dont dépend la commune depuis 2015 pour les élections départementales.
La commune fait en outre partie du bassin de vie de Montesquieu-Volvestre.
Les communes les plus proches sont : 
Fornex (2,2 km), Loubaut (2,6 km), Castex (3,1 km), Thouars-sur-Arize (3,4 km), Méras (3,4 km), Daumazan-sur-Arize (3,7 km), Latour (3,8 km), Montbrun-Bocage (4,3 km).
Sur le plan historique et culturel, La Bastide-de-Besplas fait partie du Pédaguès, ou Podaguès, ancienne appellation remplacée au XXIe siècle par la dénomination géographique de Terrefort ariégeois, constitué des terreforts de Pamiers et de Saverdun, sur la rive gauche de l'Ariège.

### Communes limitrophes
| La Bastide-de-Besplas est limitrophe de sept autres communes dont deux dans le département de la Haute-Garonne. Les communes limitrophes sont Castex, Daumazan-sur-Arize, Fornex, Loubaut, Méras, Montbrun-Bocage et Montesquieu-Volvestre. Les limites communales de La Bastide-de-Besplas et celles de ses communes adjacentes. | \| Montesquieu-Volvestre (Haute-Garonne) \| Loubaut \| Méras \| \| Fornex \| La Bastide-de-Besplas \| Castex \| \| \| Montbrun-Bocage (Haute-Garonne) \| Daumazan-sur-Arize \| |                    |
| Montesquieu-Volvestre (Haute-Garonne) | Loubaut | Méras              |
| Fornex | La Bastide-de-Besplas | Castex             |
| | Montbrun-Bocage (Haute-Garonne) | Daumazan-sur-Arize |

### Géologie et relief
La commune est située dans le Bassin aquitain, le deuxième plus grand bassin sédimentaire de la France après le Bassin parisien, certaines parties étant recouvertes par des formations superficielles. Les terrains affleurants sur le territoire communal sont constitués de roches sédimentaires datant du Cénozoïque, l'ère géologique la plus récente sur l'échelle des temps géologiques, débutant il y a 66 millions d'années. La structure détaillée des couches affleurantes est décrite dans la feuille « n°1056 - Le Mas d'Azil » de la carte géologique harmonisée au 1/50 000ème du département de l'Ariège, et sa notice associée.
La superficie cadastrale de la commune publiée par l’Insee, qui sert de références dans toutes les statistiques, est de 10,22 km2,. La superficie géographique, issue de la BD Topo, composante du Référentiel à grande échelle produit par l'IGN, est quant à elle de 10,35 km2.L'altitude du territoire varie entre 234 m et 391 m.

### Hydrographie

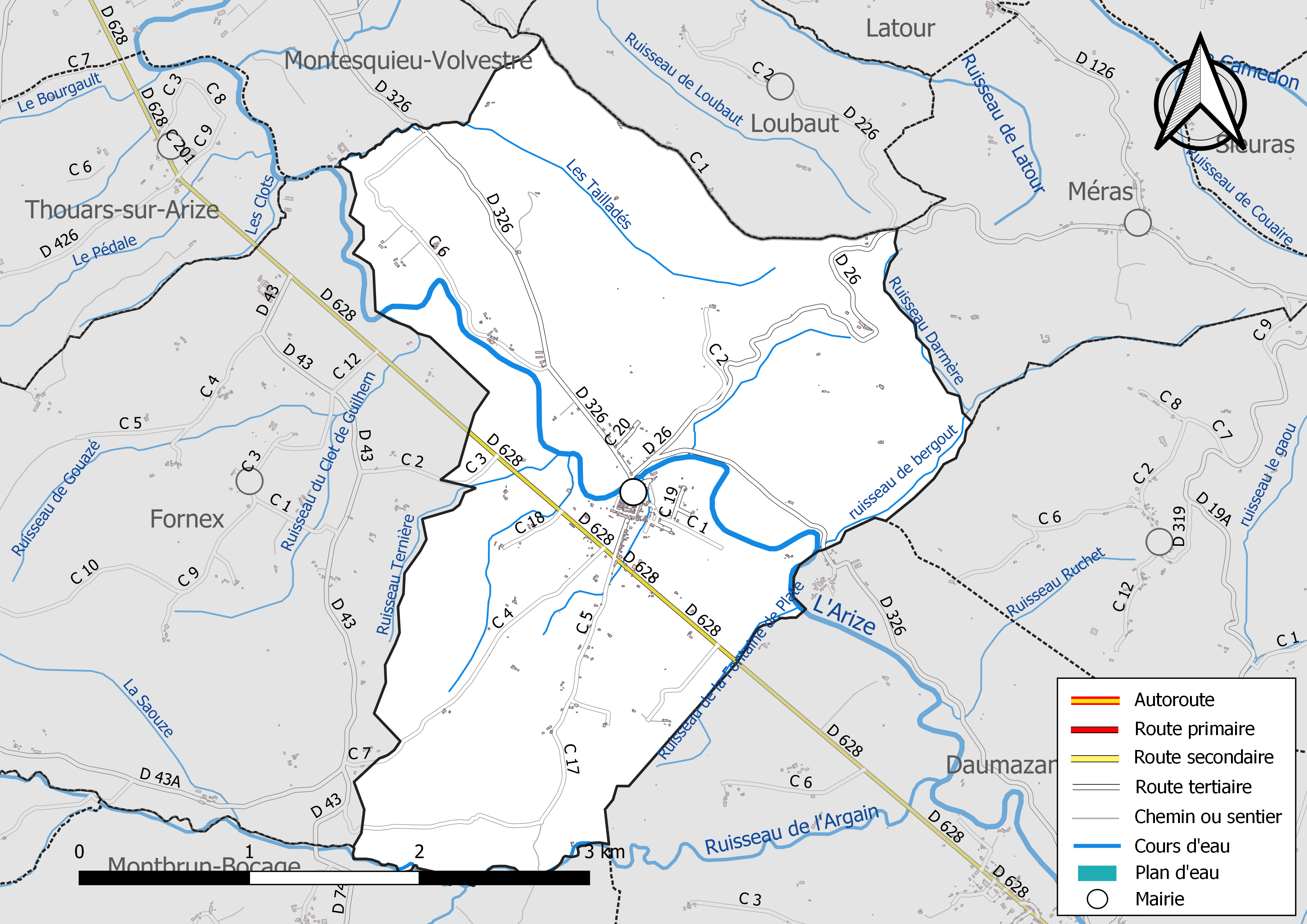
Réseaux hydrographique et routier de La Bastide-de-Besplas.

La commune est dans le bassin versant de la Garonne, au sein du bassin hydrographique Adour-Garonne. Elle est drainée par l'Arize, le ruisseau de l'Argain, Les Tailladés, le ruisseau Darmère, le ruisseau de bergout, le ruisseau de la Fontaine de Plate, le ruisseau du Clot de Guilhem, le ruisseau Ternière et par divers petits cours d'eau, constituant un réseau hydrographique de 16 km de longueur totale,.
L'Arize, d'une longueur totale de 83,78 km, prend sa source dans la commune de Sentenac-de-Sérou et s'écoule du sud vers le nord. Elle traverse la commune et se jette dans la Garonne à Carbonne, après avoir traversé 20 communes.
Le ruisseau de l'Argain, d'une longueur totale de 11,8 km, prend sa source dans la commune de Montesquieu-Volvestre et s'écoule du sud vers le nord puis d'ouest en est. Il longe la commune sur son flanc sud et en constitue une limite séparative et se jette dans l'Arize à Daumazan-sur-Arize, après avoir traversé 5 communes.

### Climat
Pour des articles plus généraux, voir Climat de l'Occitanie et Climat de l'Ariège.
En 2010, le climat de la commune est de type climat océanique altéré, selon une étude s'appuyant sur une série de données couvrant la période 1971-2000. En 2020, Météo-France publie une typologie des climats de la France métropolitaine dans laquelle la commune est exposée à un climat de montagne et est dans la région climatique Pyrénées centrales, caractérisée par une pluviométrie annuelle de 1 000 à 1 200 mm.
Pour la période 1971-2000, la température annuelle moyenne est de 12,8 °C, avec une amplitude thermique annuelle de 15,5 °C. Le cumul annuel moyen de précipitations est de 763 mm, avec 9,7 jours de précipitations en janvier et 5,9 jours en juillet. Pour la période 1991-2020, la température moyenne annuelle observée sur la station météorologique la plus proche, située sur la commune de Saint-Ybars à 12 km à vol d'oiseau, est de 13,6 °C et le cumul annuel moyen de précipitations est de 796,5 mm,. Pour l'avenir, les paramètres climatiques de la commune estimés pour 2050 selon différents scénarios d'émission de gaz à effet de serre sont consultables sur un site dédié publié par Météo-France en novembre 2022.

### Milieux naturels et biodiversité

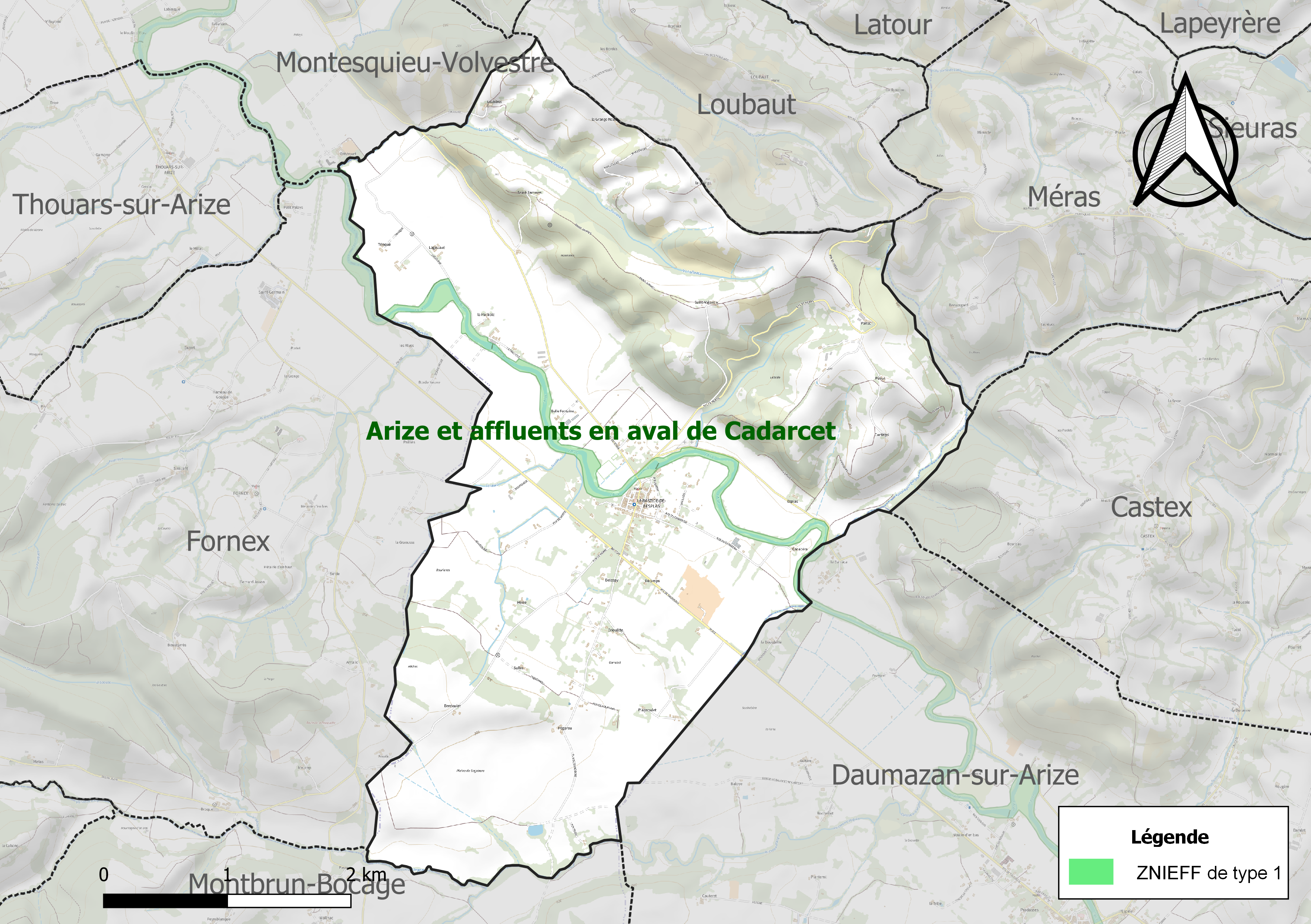
Carte de la ZNIEFF de type 1 localisée sur la commune.

L’inventaire des zones naturelles d'intérêt écologique, faunistique et floristique (ZNIEFF) a pour objectif de réaliser une couverture des zones les plus intéressantes sur le plan écologique, essentiellement dans la perspective d’améliorer la connaissance du patrimoine naturel national et de fournir aux différents décideurs un outil d’aide à la prise en compte de l’environnement dans l’aménagement du territoire.
Une ZNIEFF de type 1 est recensée sur la commune :
l'« Arize et affluents en aval de Cadarcet » (379 ha), couvrant 21 communes dont 18 dans l'Ariège et 3 dans la Haute-Garonne.

## Urbanisme

### Typologie
Au 1er janvier 2024, La Bastide-de-Besplas est catégorisée commune rurale à habitat dispersé, selon la nouvelle grille communale de densité à 7 niveaux définie par l'Insee en 2022.
Elle est située hors unité urbaine. Par ailleurs la commune fait partie de l'aire d'attraction de Toulouse, dont elle est une commune de la couronne,. Cette aire, qui regroupe 527 communes, est catégorisée dans les aires de 700 000 habitants ou plus (hors Paris),.

### Occupation des sols

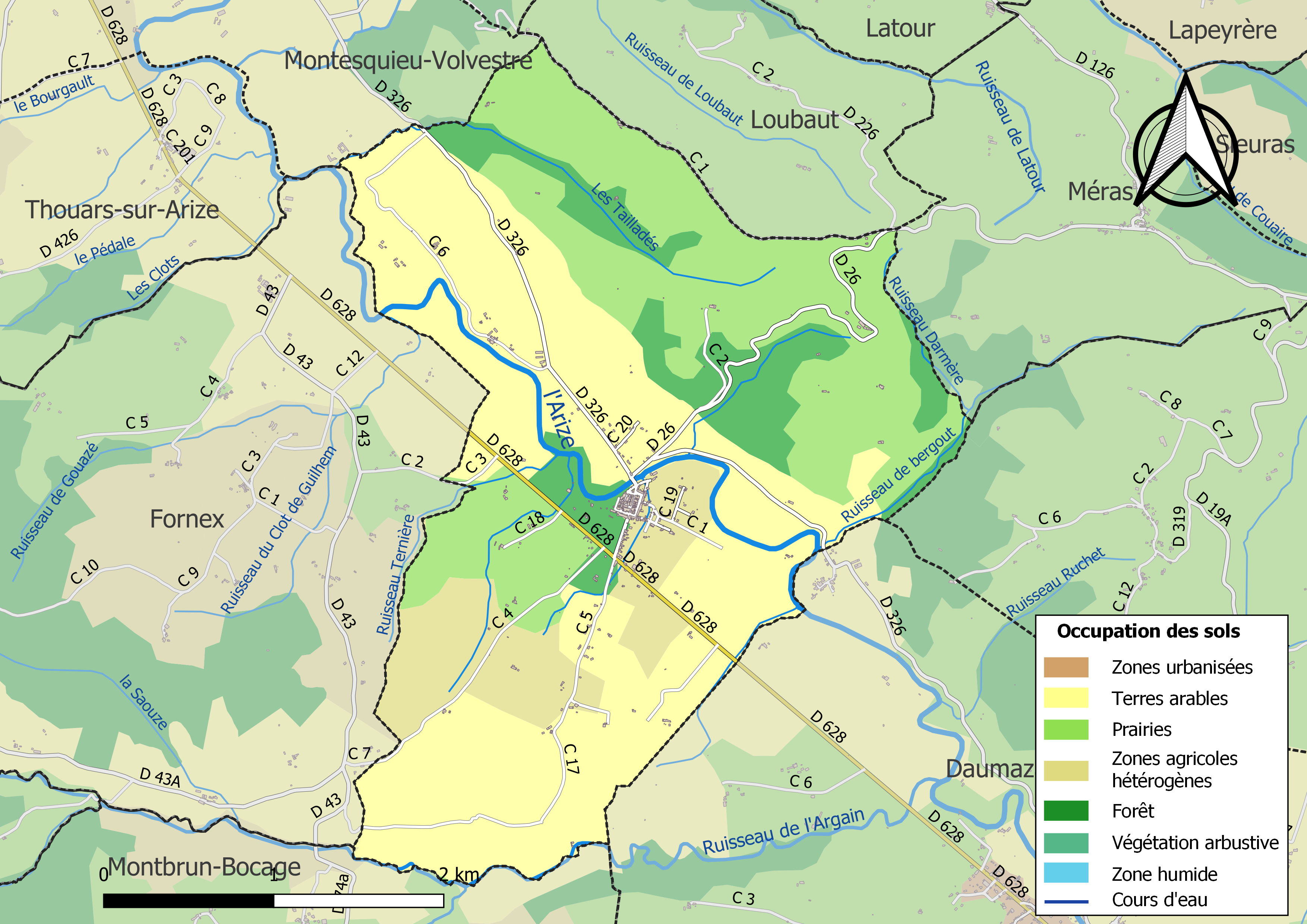
Carte des infrastructures et de l'occupation des sols de la commune en 2018 (CLC).

L'occupation des sols de la commune, telle qu'elle ressort de la base de données européenne d’occupation biophysique des sols Corine Land Cover (CLC), est marquée par l'importance des territoires agricoles (88,7 % en 2018), une proportion identique à celle de 1990 (88,7 %). La répartition détaillée en 2018 est la suivante : 
terres arables (46,6 %), prairies (30,6 %), zones agricoles hétérogènes (11,5 %), forêts (11,3 %). L'évolution de l’occupation des sols de la commune et de ses infrastructures peut être observée sur les différentes représentations cartographiques du territoire : la carte de Cassini (XVIIIe siècle), la carte d'état-major (1820-1866) et les cartes ou photos aériennes de l'IGN pour la période actuelle (1950 à aujourd'hui).

### Habitat et logement
En 2018, le nombre total de logements dans la commune était de 243, alors qu'il était de 239 en 2013 et de 234 en 2008.
Parmi ces logements, 71,4 % étaient des résidences principales, 13,5 % des résidences secondaires et 15,2 % des logements vacants. Ces logements étaient pour 95,4 % d'entre eux des maisons individuelles et pour 2,5 % des appartements.
Le tableau ci-dessous présente la typologie des logements à La Bastide-de-Besplas en 2018 en comparaison avec celle de l'Ariège et de la France entière. Une caractéristique marquante du parc de logements est ainsi une proportion de résidences secondaires et logements occasionnels (13,5 %) inférieure à celle du département (24,6 %) mais supérieure à celle de la France entière (9,7 %). Concernant le statut d'occupation de ces logements, 77,6 % des habitants de la commune sont propriétaires de leur logement (77,8 % en 2013), contre 66,3 % pour l'Ariège et 57,5 % pour la France entière.
| Typologie                                               | La Bastide-de-Besplas | Ariège | France entière |
| ------------------------------------------------------- | --------------------- | ------ | -------------- |
| Résidences principales (en %)                           | 71,4                  | 65,7   | 82,1           |
| Résidences secondaires et logements occasionnels (en %) | 13,5                  | 24,6   | 9,7            |
| Logements vacants (en %)                                | 15,2                  | 9,7    | 8,2            |

### Voies de communication et transports
Accès par la D 628 ancienne route nationale 628.

### Risques majeurs

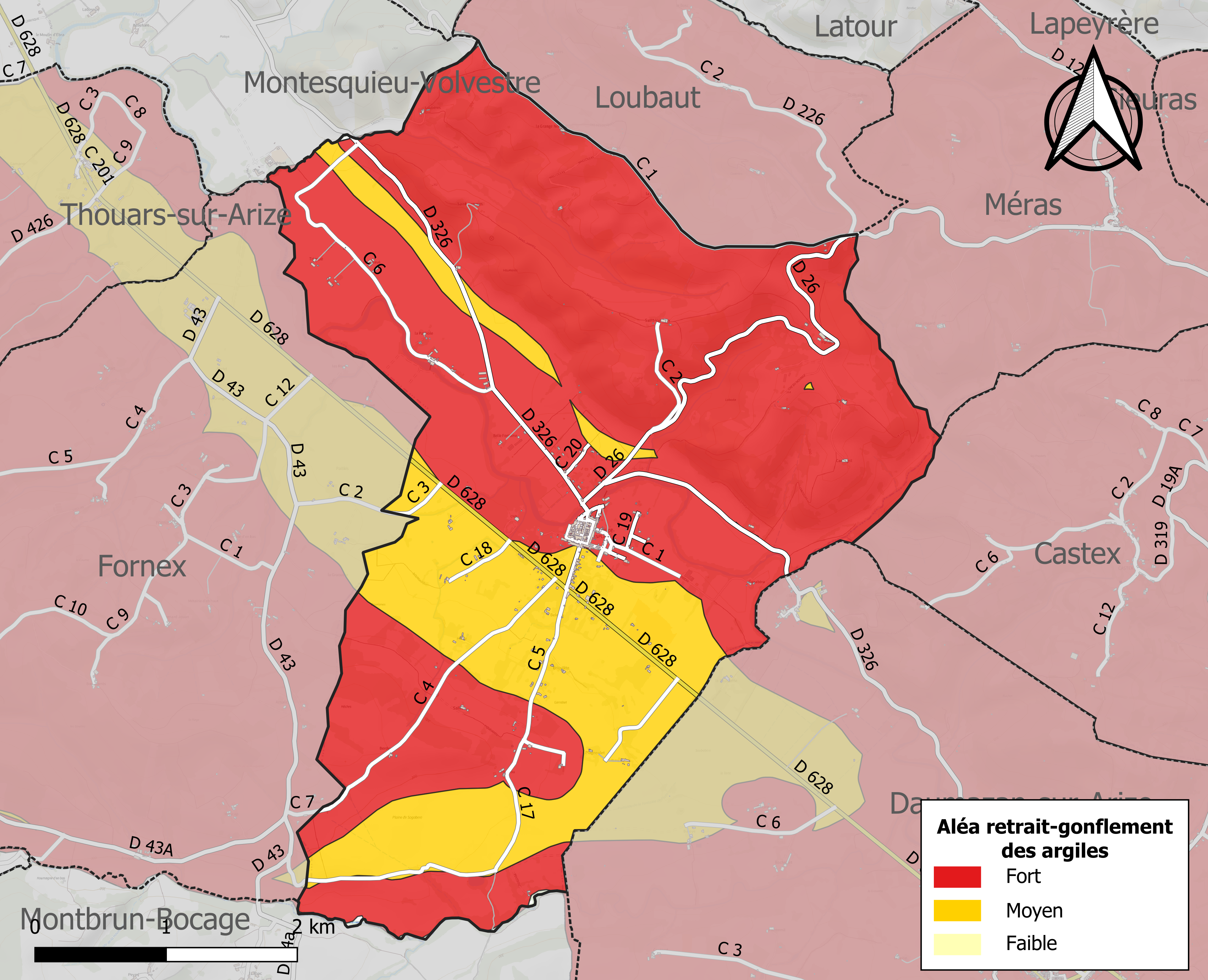
Zonage de l'aléa retrait-gonflement des argiles sur la commune de La Bastide-de-Besplas.

Le territoire de la commune de La Bastide-de-Besplas est vulnérable à différents aléas naturels : inondations, climatiques (grand froid ou canicule), feux de forêts, mouvements de terrains et séisme (sismicité faible),.
Certaines parties du territoire communal sont susceptibles d’être affectées par le risque d’inondation par débordement, crue torrentielle d'un cours d'eau, l'Arize, ou ruissellement d'un versant. L’épisode de crue le plus marquant dans le département reste sans doute celui de 1875. Parmi les inondations marquantes plus récentes concernant l'Arize figurent les crues de 1977, de 1992, de 1993, de 2000 et de 2007.
Les mouvements de terrains susceptibles de se produire sur la commune sont soit des glissements de terrains soit des mouvements liés au retrait-gonflement des argiles. Près de 50 % de la superficie du département est concernée par l'aléa retrait-gonflement des argiles, dont la commune de La Bastide-de-Besplas. L'inventaire national des cavités souterraines permet par ailleurs de localiser celles situées sur la commune.
Ces risques naturels sont pris en compte dans l'aménagement du territoire de la commune par le biais d'un plan de prévention des risques (PPR) inondation et mouvement de terrain approuvé le 8 juillet 2008.

## Toponymie
L'étymologie de « Besplas » est incertaine. Elle est généralement reliée à « belles plaines ».

## Histoire
La bastide a été créée en 1249.
La commune a bénéficié d'une gare du tacot du Volvestre dont la ligne reliait Carbonne au Mas-d'Azil jusqu'à sa fermeture en 1938.

## Politique et administration

### Découpage territorial
La commune de La Bastide-de-Besplas est membre de la communauté de communes Arize Lèze, un établissement public de coopération intercommunale (EPCI) à fiscalité propre créé le 30 octobre 2016 dont le siège est à Le Fossat. Ce dernier est par ailleurs membre d'autres groupements intercommunaux.
Sur le plan administratif, elle est rattachée à l'arrondissement de Saint-Girons, au département de l'Ariège, en tant que circonscription administrative de l'État, et à la région Occitanie.
Sur le plan électoral, elle dépend du canton d'Arize-Lèze pour l'élection des conseillers départementaux, depuis le redécoupage cantonal de 2014 entré en vigueur en 2015, et de la deuxième circonscription de l'Ariège  pour les élections législatives, depuis le redécoupage électoral de 1986.

### Administration municipale
Le nombre d'habitants au recensement de 2017 étant compris entre 100 et 499, le nombre de membres du conseil municipal pour l'élection de 2020 est de onze,.

### Liste des maires
| Période                                  | Période                                  | Identité            | Étiquette | Qualité     |
| ---------------------------------------- | ---------------------------------------- | ------------------- | --------- | ----------- |
| mars 2001                                | 2014                                     | Jean-Pierre Bernabé |           |             |
| mars 2014                                | 2017 (En Réalité il a démissionné avant) | Nicolas Garcia      |           |             |
| avril 2017                               | En cours                                 | Dominique Antolini  | SE        | Techniciens |
| Les données manquantes sont à compléter. |                                          |                     |           |             |

## Population et société

### Démographie
L'évolution du nombre d'habitants est connue à travers les recensements de la population effectués dans la commune depuis 1793. Pour les communes de moins de 10 000 habitants, une enquête de recensement portant sur toute la population est réalisée tous les cinq ans, les populations de référence des années intermédiaires étant quant à elles estimées par interpolation ou extrapolation. Pour la commune, le premier recensement exhaustif entrant dans le cadre du nouveau dispositif a été réalisé en 2004.

En 2022, la commune comptait 373 habitants, en évolution de −1,58 % par rapport à 2016 (Ariège : +1,48 %, France hors Mayotte : +2,11 %).
| 1793 | 1800 | 1806 | 1821 | 1831 | 1836 | 1841 | 1846 | 1851 |
| ---- | ---- | ---- | ---- | ---- | ---- | ---- | ---- | ---- |
| 205  | 558  | 665  | 674  | 675  | 725  | 706  | 732  | 720  |

| 1856 | 1861 | 1866 | 1872 | 1876 | 1881 | 1886 | 1891 | 1896 |
| ---- | ---- | ---- | ---- | ---- | ---- | ---- | ---- | ---- |
| 726  | 720  | 724  | 724  | 741  | 652  | 653  | 625  | 601  |

| 1901 | 1906 | 1911 | 1921 | 1926 | 1931 | 1936 | 1946 | 1954 |
| ---- | ---- | ---- | ---- | ---- | ---- | ---- | ---- | ---- |
| 575  | 556  | 568  | 523  | 527  | 513  | 506  | 466  | 461  |

| 1962 | 1968 | 1975 | 1982 | 1990 | 1999 | 2004 | 2006 | 2009 |
| ---- | ---- | ---- | ---- | ---- | ---- | ---- | ---- | ---- |
| 468  | 453  | 403  | 307  | 302  | 294  | 357  | 359  | 379  |

| 2014 | 2019 | 2022 | - | - | - | - | - | - |
| ---- | ---- | ---- | - | - | - | - | - | - |
| 378  | 383  | 373  | - | - | - | - | - | - |

| selon la population municipale des années : | 1968 | 1975 | 1982 | 1990 | 1999 | 2006 | 2009 | 2013 |
| Rang de la commune dans le département      | 57   | 61   | 98   | 92   | 91   | 82   | 80   | 82   |
| Nombre de communes du département           | 340  | 328  | 330  | 332  | 332  | 332  | 332  | 332  |

### Enseignement
La Bastide-de-Besplas fait partie de l'académie de Toulouse.
L'éducation est assurée par un regroupement pédagogique intercommunal pour les classes de la maternelle au primaire avec les communes de Daumazan-sur-Arize et Campagne-sur-Arize.

### Associations
- Association culture Animation Loisirs
- Les amis de la chapelle Notre Dame du Pont

### Sports
Club de tennis, pétanque, randonnée pédestre, chasse,

### Écologie et recyclage
La collecte et le traitement des déchets des ménages et des déchets assimilés ainsi que la protection et la mise en valeur de l'environnement se font dans le cadre de la communauté de communes de l'Arize.

## Économie

### Revenus
En 2018, la commune compte 165 ménages fiscaux, regroupant 370 personnes. La médiane du revenu disponible par unité de consommation est de 20 070 € (19 820 € dans le département).

### Emploi
| Division       | 2008  | 2013   | 2018   |
| -------------- | ----- | ------ | ------ |
| Commune        | 9,2 % | 13,8 % | 14 %   |
| Département    | 8,9 % | 11,1 % | 11,2 % |
| France entière | 8,3 % | 10 %   | 10 %   |

En 2018, la population âgée de 15 à 64 ans s'élève à 228 personnes, parmi lesquelles on compte 80,8 % d'actifs (66,8 % ayant un emploi et 14 % de chômeurs) et 19,2 % d'inactifs,. Depuis 2008, le taux de chômage communal (au sens du recensement) des 15-64 ans est supérieur à celui de la France et du département.
La commune fait partie de la couronne de l'aire d'attraction de Toulouse, du fait qu'au moins 15 % des actifs travaillent dans le pôle,. Elle compte 41 emplois en 2018, contre 43 en 2013 et 31 en 2008. Le nombre d'actifs ayant un emploi résidant dans la commune est de 153, soit un indicateur de concentration d'emploi de 26,6 % et un taux d'activité parmi les 15 ans ou plus de 58 %.
Sur ces 153 actifs de 15 ans ou plus ayant un emploi, 29 travaillent dans la commune, soit 19 % des habitants. Pour se rendre au travail, 81 % des habitants utilisent un véhicule personnel ou de fonction à quatre roues, 5,9 % les transports en commun, 3,3 % s'y rendent en deux-roues, à vélo ou à pied et 9,8 % n'ont pas besoin de transport (travail au domicile).

### Activités hors agriculture
31 établissements sont implantés  à La Bastide-de-Besplas au 31 décembre 2019. Le tableau ci-dessous en détaille le nombre par secteur d'activité et compare les ratios avec ceux du département,.
| Secteur d'activité                                                                                        | Commune | Commune | Département |
| Secteur d'activité                                                                                        | Nombre  | %       | %           |
| --- | ------- | ------- | ----------- |
| Ensemble                                                                                                  | 31      |         |             |
| Industrie manufacturière, industries extractives et autres                                                | 5       | 16,1 %  | (12,9 %)    |
| Construction                                                                                              | 8       | 25,8 %  | (14,2 %)    |
| Commerce de gros et de détail, transports, hébergement et restauration                                    | 8       | 25,8 %  | (27,5 %)    |
| Activités financières et d'assurance                                                                      | 1       | 3,2 %   | (2,8 %)     |
| Activités spécialisées, scientifiques et techniques et activités de services administratifs et de soutien | 1       | 3,2 %   | (13,2 %)    |
| Administration publique, enseignement, santé humaine et action sociale                                    | 4       | 12,9 %  | (14,4 %)    |
| Autres activités de services                                                                              | 4       | 12,9 %  | (8,8 %)     |

Le secteur du commerce de gros et de détail, des transports, de l'hébergement et de la restauration est prépondérant sur la commune puisqu'il représente 25,8 % du nombre total d'établissements de la commune (8 sur les 31 entreprises implantées  à La Bastide-de-Besplas), contre 27,5 % au niveau départemental.
Une épicerie multi-services ouverte tous les jours est tenue par Erick et Aurélia depuis 2011, ils s'efforcent de maintenir ce commerce en place pour les habitants de La Bastide-de-Besplas et des alentours.

### Agriculture
|                                   | 1988 | 2000 | 2010 |
| --------------------------------- | ---- | ---- | ---- |
| Exploitations                     | 22   | 10   | 9    |
| Superficie agricole utilisée (ha) | 608  | 479  | 680  |

La commune fait partie de la petite région agricole dénommée « Coteaux de l'Ariège ». En 2010, l'orientation technico-économique de l'agriculture  sur la commune est la polyculture et le polyélevage. Neuf exploitations agricoles ayant leur siège dans la commune sont dénombrées lors du recensement agricole de 2010 (douze en 1988). La superficie agricole utilisée est de 680 ha.

## Culture locale et patrimoine

### Lieux et monuments
- Chapelle Notre-Dame-du-Bout-du-Pont (ou Notre-Dame-des-sept-Douleurs) érigée en 1663. L'intérieur est inscrit au titre des monuments historiques depuis 1950[58]. Retable de style baroque.
- Église Saint-André, chemin de croix de Léon Zack.
- Le château de Baillard.

### Personnalités liées à la commune
- Jacques Latour, repris de justice auteur de 4 assassinats en 1864, sera décapité à Foix[59].
- Casy Rivière (1902-1985), abbé érudit[60].
- Henri Cuq (1942-2010), homme politique français, député de l'Ariège de 1986 à 1988.
- Louis Astre, syndicaliste français né dans la commune où ses parents étaient instituteurs, y a passé ses premières années.

## Pour approfondir